# Республіка Калакута
Республіка Калакута — так музикант і політичний активіст  Фела Куті назвав комунальний комплекс, в якому мешкала його сім'я, учасники гурту та студія звукозапису. Розташований за адресою 14 Agege Motor Road, Idi-Oro, Mushin, Lagos, Nigeria, він мав безкоштовну медичну клініку та студію звукозапису.  Фела оголосив республіку незалежною від держави, якою керувала військова хунта, після повернення зі Сполучених Штатів у 1970 році .Комплекс згорів дотла 18 лютого 1977 року після штурму тисячі озброєних солдатів.
"Калакута" була насмішкою над тюремною камерою під назвою "Калькутта", в якій сидів Фела. Назва походить від сумнозвісної чорної діри Калькуттського підземелля в Індії.
Перед нападом на будинок Фели він записав пісню "Zombie" про нігерійський військовий режим. У пісні солдатів називають зомбі за те, що вони сліпо виконують накази.В одному з рядків пісні західноафриканським діалектом англійської мови піджин співається : «Зомбі не ходи, якщо ти не скажеш мені ходити», тобто зомбі піде, якщо йому не накажуть. Фела був розчарований рядовим складом нігерійської армії, який дозволяв корумпованій і багатій верхівці корумпувати і залякувати свої громади, сліпо виконуючи накази для залякування нігерійців.
Пісня була популярною в Нігерії, що засмутило тодішнього главу держави генерала Олусегуна Обасанджо . Військові були незадоволені постійною критикою Фели і говорили, що непристойно мати республіку в республіці. Нігерійські таблоїди публікували моторошні, але неперевірені історії про дівчат, яких заманювали до табору і розбещували члени групи Фели.
Під час атаки збройних сил Нігерії на Республіку Калакута, мати Фели Френсіс Ебігейл Олуфунмілайо Томас була викинули з вікна другого поверху. Вона померла, пробувши в комі близько восьми тижнів.
Фела не зміг реалізувати свій початковий план відзначити першу річницю розгрому Республіки Калакута, одруживши 27 своїх бек-вокалісток під час масової весільної церемонії в офісі свого адвоката, Тунджі Брейтуейта. Через два дні, 20 лютого 1978 року, він таємно одружився з 27 жінками, відомими як "королеви", у неіснуючому готелі "Парисона" на вулиці Ікороду в Лагосі. Фела сказав, що не з усіма жінками мав шлюбні стосунки, як припускали таблоїди, але одружився з ними, оскільки вони не могли знайти роботу після того, як згоріла студія звукозапису. За словами Фели, згідно з традиціями йоруба, коли жінці загрожувала небезпека залишитися без засобів до існування, обов'язком чоловіка в її громаді було одружитися з нею, щоб забезпечити їй захист.
У 2012 році губернатор Лагосу Бабатунде Фашола виступив з ініціативою відбудувати комплекс і перетворити його на музей. Музей Республіки Калакута офіційно відкрився 15 жовтня 2012 року на честь 74-го дня народження Фели. Він містить експозиції одягу, інструментів і творів мистецтва Фели, а також ресторан і готель.  